# Moscow River Cup 2018
La Moscow River Cup 2018 è stato un torneo di tennis giocato sulla terra rossa. È stata la 1ª edizione del torneo che fa parte della categoria WTA International nell'ambito del WTA Tour 2018. Si è giocato nel National Tennis Center a Mosca in Russia, dal 23 al 29 luglio 2018.

## Partecipanti

### Teste di serie
| Giocatrice  | Nazionalità          | Ranking* | Testa di serie |
| ----------- | -------------------- | -------- | -------------- |
| Germania    | Julia Görges         | 10       | 1              |
| Russia      | Dar'ja Kasatkina     | 13       | 2              |
| Lettonia    | Anastasija Sevastova | 22       | 3              |
| Rep. Ceca   | Kateřina Siniaková   | 36       | 4              |
| Bielorussia | Aljaksandra Sasnovič | 41       | 5              |
| Romania     | Irina-Camelia Begu   | 42       | 6              |
| Francia     | Alizé Cornet         | 48       | 7              |
| Estonia     | Kaia Kanepi          | 51       | 8              |

* Ranking al 16 luglio 2018.

### Altre partecipanti
Le seguenti giocatrici hanno ricevuto una Wild card:
- Antonia Lottner
- Anastasija Potapova

La seguente giocatrice è entrata in tabellone grazie al ranking protetto
- Laura Siegemund

Le seguenti giocatrici sono passate dalle qualificazioni:

- Paula Badosa Gibert
- Deborah Chiesa
- Varvara Flink
- Valentini Grammatikopoulou
- Valentina Ivachnenko
- Martina Trevisan

La seguente giocatrice è entrata in tabellone come Lucky loser:
- Irina Bara
- Olga Danilović

### Ritiri
Prima del torneo
- Irina-Camelia Begu → rimpiazzata da  Irina Bara
- Mihaela Buzărnescu → rimpiazzata da  Viktorija Tomova
- Sara Errani → rimpiazzata da  Anna Karolína Schmiedlová
- Polona Hercog → rimpiazzata da  Vera Zvonarëva
- Petra Martić → rimpiazzata da  Olga Danilović
- Julija Putinceva → rimpiazzata da  Tamara Zidanšek
- Elena Vesnina → rimpiazzata da  Ekaterina Aleksandrova

Durante il torneo
- Anastasija Sevastova
- Tamara Zidanšek

## Campionesse

### Singolare
Olga Danilović ha battuto in finale  Anastasija Potapova col punteggio di 7-5, 6(1)-7, 6-4.
- È il primo titolo in carriera per Danilović.

### Doppio
Anastasija Potapova /  Vera Zvonarëva hanno battuto in finale  Aleksandra Panova /  Galina Voskoboeva col punteggio di 6-0, 6-3.